# Truman George Yuncker
Truman George Yuncker (Carson City, 20 maart 1891 - Greencastle, 8 januari 1964) was een Amerikaans taxonomisch botanicus en werd vooral bekend door zijn onderzoek van de peperfamilie Piperaceae. Yuncker werd eerst opgeleid aan de Manual High School in Indianapolis. Na zijn dienst in de Eerste Wereldoorlog ontving hij zijn doctoraat van de Universiteit van Illinois in 1919. Kort daarna werd hij lid van de faculteit aan DePauw Universiteit. In 1921 werd hij hoofd van de afdeling plantkunde en bacteriologie. Hij behield deze functie tot aan zijn pensionering in 1956. Tijdens zijn werk beschreef hij 839 nieuwe soorten, 211 nieuwe variëteiten en 25 nieuwe forma van de Piperaceae. Hij deze familie in bijna alle regionale flora gepubliceerd tijdens zijn leven. Zijn vroege studies betroffen het geslacht Cuscuta waarin hij 67 nieuwe soorten en 39 nieuwe variëteiten beschreef.
- Bibliothèque nationale de France: cb14594050z (data)
- Author citation (botany): Yunck.
- CiNii: DA03917077
- Gemeinsame Normdatei: 17408949X
- International Standard Name Identifier: 0000 0000 8157 1120
- Library of Congress Control Number: n82260075
- Nationale bibliotheek van Australië: 35625546
- Nederlandse Thesaurus van Auteursnamen: 085865389
- Réseau des bibliothèques de Suisse occidentale: 02-A003993154
- SNAC: w67m23zr
- Système universitaire de documentation: 121688275
- Trove: 1019852
- Virtual International Authority File: 76564018
- WorldCat: E39PBJwtqxRRr8TtdX7HVbyTpP